# Torneo de Catar 2018
El Qatar Total Open 2018 fue un torneo de tenis WTA Premier 5 en la rama femenina. Se disputó en Doha (Catar), en el complejo International Tennis and Squash y en cancha dura al aire libre, como antesala a los torneos WTA Premier Mandatory de la gira norteamericana y se jugó entre el 12 y el 18 de febrero de 2018.

## Distribución de puntos
| Modalidad           | Campeona | Finalista | Semifinales | Cuartos de final | 3ª ronda | 2ª ronda | 1ª ronda | Clasificadas | 2ª ronda de clasificación | 1ª ronda de clasificación |
| Individual femenino | 900      | 585       | 350         | 190              | 105      | 60       | 1        | 30           | 20                        | 1                         |
| Dobles femenino     | 900      | 585       | 350         | 190              | -        | 105      | 1        | -            | -                         | -                         |

## Cabezas de serie

### Individuales femenino
| Tenista              | Ranking | Preclasificada |
| Caroline Wozniacki   | 1       | 1              |
| Simona Halep         | 2       | 2              |
| Elina Svitolina      | 3       | 3              |
| Garbiñe Muguruza     | 4       | 4              |
| Karolína Plíšková    | 5       | 5              |
| Jeļena Ostapenko     | 6       | 6              |
| Caroline Garcia      | 7       | 7              |
| Angelique Kerber     | 9       | 8              |
| Julia Görges         | 10      | 9              |
| Johanna Konta        | 11      | 10             |
| Kristina Mladenovic  | 13      | 11             |
| Madison Keys         | 14      | 12             |
| Anastasija Sevastova | 15      | 13             |
| Magdaléna Rybáriková | 18      | 14             |
| Elise Mertens        | 20      | 15             |
| Petra Kvitová        | 21      | 16             |

- Ranking del 5 de febrero de 2018.[2]

### Dobles femenino
| Tenista                             | Ranking | Preclasificada |
| Yekaterina Makarova Yelena Vesnina  | 6       | 1              |
| Yung-Jan Chan Andrea Hlaváčková     | 7       | 2              |
| Lucie Šafářová Barbora Strýcová     | 22      | 3              |
| Tímea Babos Kristina Mladenovic     | 24      | 4              |
| Su-Wei Hsieh Shuai Peng             | 41      | 5              |
| Irina-Camelia Begu Monica Niculescu | 44      | 6              |
| Hao-Ching Chan Zhaoxuan Yang        | 49      | 7              |
| Andreja Klepač María José Martínez  | 50      | 8              |

## Campeones

### Individual femenino
Petra Kvitová venció a  Garbiñe Muguruza por 3-6, 6-3, 6-4

### Dobles femenino
Gabriela Dabrowski /  Jeļena Ostapenko  vencieron a  Andreja Klepač /  María José Martínez por 6-3, 6-3